# FV 1920 Züllichau
Der FV 1920 Züllichau war ein deutscher Fußballverein aus der damals zur Provinz Brandenburg gehörenden Stadt Züllichau.

## Geschichte
1920 gründete der MTV Züllichau eine eigene Fußballabteilung, die sich im selben Jahr als FV 1920 Züllichau selbständig machte. Obwohl in der Provinz Brandenburg gelegen, wurde der Verein dem südostdeutschen Fußballverband (SOFV) zugeordnet und spielte dort innerhalb des Bezirkes Niederschlesien. Bereits in der ersten Spielzeit 1920/21 gewann Züllichau die regionale Gauliga Glogau und durfte an der niederschlesischen Fußballmeisterschaft teilnehmen, bei der der Verein den vierten von fünf Plätzen erreichte. Der größte Vereinserfolg gelang in der Saison 1921/22. Erneut gewann der Verein die Gauliga Glogau und qualifizierte sich für die Endrunde in Niederschlesien. Bei der im Rundenturnier ausgetragenen Endrunde konnte sich Züllichau mit vier Siegen durchsetzten und wurde niederschlesischer Fußballmeister. Durch diesen Erfolg qualifizierte sich der Verein für die Endrunde des SOFV, dort waren die Vereine aus den anderen Bezirken jedoch weit überlegen, so dass Züllichau in vier Spielen nur einen Punkt erreichen konnte. Negativer Höhepunkt waren die Spiele gegen die Titelaspiranten FC Viktoria Forst und Vereinigte Breslauer Sportfreunde, welche mit 0:11 und 0:9 verloren gingen.
Zur Spielzeit 1922/23 wurde in Niederschlesien eine obere Bezirksliga über die regionalen Gauligen eingeführt, für die sich Züllichau qualifizierte und in den kommenden Jahren Mittelfeldplatzierungen erreichte. 1924/25 qualifizierte sich der Verein nochmals für das Finale um die niederschlesische Fußballmeisterschaft, welches aber in zwei Spielen gegen die SpVgg Schupo Liegnitz verloren ging. 1927 wurde der Verein in SpVgg Blau-Weiß Züllichau umbenannt. In der Spielzeit 1927/28 musste der Verein in die Relegation, durch zwei Siege gegen die SVgg Lüben konnte die Erstklassigkeit jedoch gehalten werden. Nach der Spielzeit 1928/29 stieg der Verein in die 1. Klasse Glogau Nord ab. In den kommenden beiden Spielzeiten qualifizierte sich Blau-Weiß Züllichau jeweils für die Glogauer Endrunde, scheiterte im weiteren Verlauf jedoch jeweils an dem Sieger der 1. Klasse Glogau Süd.
Im Zuge der Gleichschaltung wurde der Südostdeutsche Fußball-Verband wenige Monate nach der Machtübernahme der Nationalsozialisten im Jahre 1933 aufgelöst. An dessen Stelle traten die Gauliga Schlesien mitsamt Unterbau für die Vereine aus Schlesien und die Gauliga Berlin-Brandenburg mitsamt Unterbau für die Vereine aus der Provinz Brandenburg. Eine Qualifikation zur Gauliga Berlin-Brandenburg gelang der SpVgg Blau-Weiß Züllichau nicht, der Verein spielte fortan in den unteren Ligen. Nach Ende des Zweiten Weltkrieges wurde Züllichau unter polnische Verwaltung gestellt. Die deutsche Bevölkerung wurde von der örtlichen polnischen Verwaltungsbehörde vertrieben und durch Polen ersetzt und sämtliche Sportvereine wurden aufgelöst. Die deutsche Stadt Züllichau erhielt den polnischen Namen Sulechów.

## Erfolge
- Niederschlesische Fußballmeister: 1922
- Teilnahme an der südostdeutschen Fußballendrunde: 1922
- Niederschlesischer Vizemeister: 1925

## Spielzeiten
| Saison     | Liga                                    | Hierarchie                      | Platz                           | S                               | U                               | N                               | Tore                            | Punkte                          |
| ---------- | --------------------------------------- | ------------------------------- | ------------------------------- | ------------------------------- | ------------------------------- | ------------------------------- | ------------------------------- | ------------------------------- |
| 1920/21    | 1. Klasse Glogau                        | I                               | 1                               | n/a                             | n/a                             | n/a                             | n/a                             | n/a                             |
| 1920/21    | Bezirksmeisterschaft Niederschlesien    | I                               | 4/5                             | 2                               | 0                               | 4                               | 04:80                           | 04:80                           |
| 1921/22    | 1. Klasse Glogau                        | I                               | 1/6                             | 4                               | 0                               | 0                               | 09:30                           | 08:00                           |
| 1921/22    | Bezirksmeisterschaft Niederschlesien    | I                               | 1/5                             | 4                               | 0                               | 0                               | 10:20                           | 08:00                           |
| 1921/22    | Südostdeutsche Fußballendrunde          | I                               | 5/5                             | 0                               | 1                               | 3                               | 01:25                           | 08:00                           |
| 1922/23    | Bezirksliga Niederschlesien Abteilung A | I                               | 3/6                             | 5                               | 0                               | 5                               | 15:21                           | 10:10                           |
| 1923/24    | Bezirksliga Niederschlesien Abteilung B | I                               | 3/4                             | 1                               | 0                               | 1                               | 02:00                           | 02:20                           |
| 1924/25    | Bezirksliga Niederschlesien Abteilung A | I                               | 3/7                             | 6                               | 1                               | 2                               | 12:90                           | 13:50                           |
| 1925/26    | Bezirksliga Niederschlesien             | I                               | 9/10                            | 3                               | 0                               | 4                               | 17:25                           | 06:80                           |
| 1926/27    | Bezirksliga Niederschlesien Abteilung B | I                               | 2/5                             | 5                               | 0                               | 3                               | 03:50                           | 10:60                           |
| 1927/28    | Bezirksliga Niederschlesien             | I                               | 8/9                             | 3                               | 2                               | 11                              | 31:60                           | 08:24                           |
| 1928/29    | Bezirksliga Niederschlesien             | I                               | 9/9                             | 2                               | 1                               | 13                              | 14:48                           | 05:27                           |
| 1929/30    | 1. Klasse Glogau Nordkreis              | II                              | 2/6                             | 6                               | 1                               | 3                               | 36:26                           | 013:70                          |
| 1929/30    | 1. Klasse Glogau Endrunde               | II                              | 1/4                             | 4                               | 0                               | 2                               | 19:11                           | 08:40                           |
| 1930/31    | 1. Klasse Glogau Nordkreis              | II                              | 1/6                             | 7                               | 0                               | 3                               | 40:14                           | 14:60                           |
| 1930/31    | 1. Klasse Glogau Endrunde               | II                              | 3/4                             | 3                               | 0                               | 3                               | 14:12                           | 06:60                           |
| 1931/32    | B-Klasse Glogau Nordkreis               | II                              | 5/6                             | 4                               | 0                               | 5                               | 14:20                           | 08:10                           |
| 1932/33    | B-Klasse Glogau Nordkreis               | II                              | 5/6                             | 1                               | 1                               | 3                               | 9:15                            | 03:70                           |
| ab 1933/34 | Aktuell keine Daten überliefert         | Aktuell keine Daten überliefert | Aktuell keine Daten überliefert | Aktuell keine Daten überliefert | Aktuell keine Daten überliefert | Aktuell keine Daten überliefert | Aktuell keine Daten überliefert | Aktuell keine Daten überliefert |

| Legende |                            |
|         | Niederschlesischer Meister |
|         | abgestiegen                |